# Chwostówka głogowica
Chwostówka głogowica, barczatka głogowica (Trichiura crataegi) – gatunek motyla z rodziny barczatkowatych.

## Taksonomia
Gatunek ten opisany został po raz pierwszy w 1758 roku przez Karola Linneusza na łamach dziesiątego wydania Systema Naturae pod nazwą Phalaena crataegi. Gatunkiem typowym nowego rodzaju Trichiura został w 1828 roku za sprawą Jamesa Francisa Stephensa.
W obrębie tego gatunku wyróżnia się cztery podgatunki:
- Trichiura crataegi ariae (Hübner, 1824)
- Trichiura crataegi borealis Daniel, 1956
- Trichiura crataegi crataegi (Linnaeus, 1758)
- Trichiura crataegi lasistana de Freina, 1979

## Wygląd

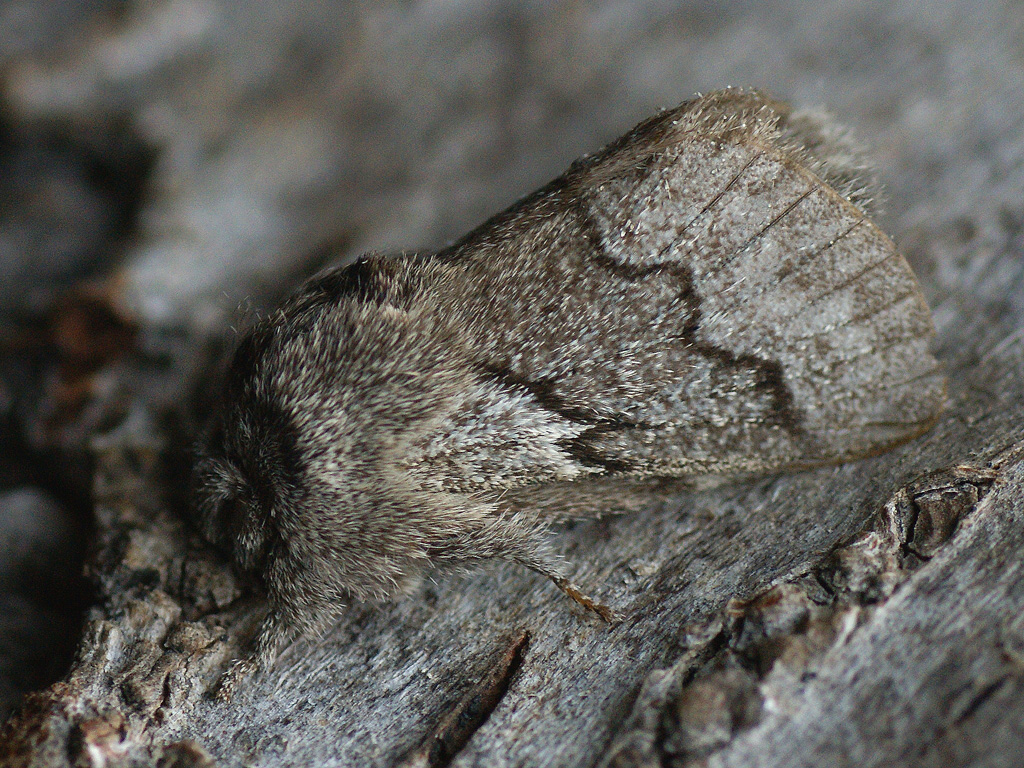
Imago w spoczynku zamaskowane na korze

Ciało owłosione, masywne o ubarwieniu szaro-brunatnym, z mało widocznym deseniem przepaskowym. Rozpiętość skrzydeł od 30 do 40 mm. Skrzydła szaro-brunatne, z ciemniejszymi od tła przepaskami. Zarys skrzydeł przednich trójkątny, tylnych – owalny. Brzegi boczne obu par skrzydeł lekko faliste. Na przednim skrzydle występuje szeroka przepaska środkowa, ciemniejsza od tła skrzydła. Przepaska na skrzydle tylnym wąska, ciemna, zwykle słabo zaznaczona. Na końcu odwłoka samicy znajduje się poduszeczka z gęstych włosków. Strzępina obu par skrzydeł szaro-brunatna podkreślona linią równoległą do zewnętrznego brzegu skrzydeł. Osobniki dorosłe żyją krótko. Gąsienice odznaczają się dużą zmiennością ubarwienia, rzadkim owłosieniem, długimi, stojącymi włosami.

## Ekologia i występowanie

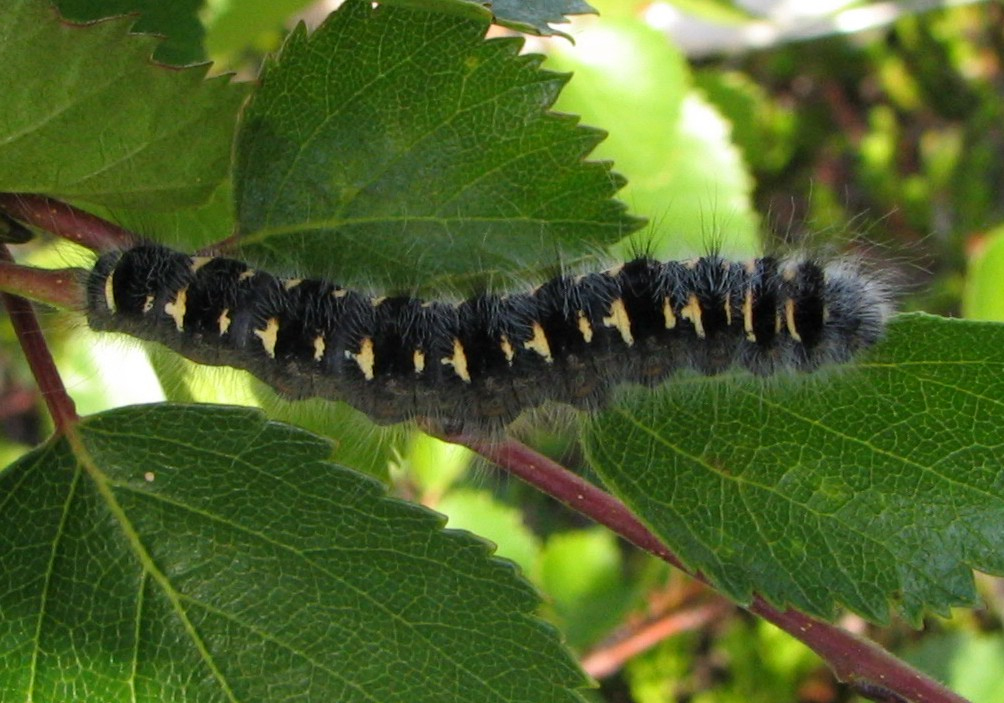
Gąsienica

Owad ten preferuje zbiorowiska bogate w drzewa stanowiące pokarm gąsienicy, jak sady, parki, lasy liściaste i mieszane oraz ich skraje. Gąsienice są polifagicznymi foliofagami, żerującymi od zewnątrz (egzofagicznie) na liściastych drzewach, krzewach i krzewinkach. Wśród ich roślin żywicielskich wymienia się: borówkę bagienną, borówkę czarną, brzozy (w tym brodawkowatą, karłowatą i omszoną), czeremchy, głogi, jarząb pospolity, leszczyny, olszę szarą, śliwę tarninę, topolę osikę, wierzby (w tym: dwubarwną, iwę, lapońską, oszczepowatą, płożącą i śniadą) oraz wrzos zwyczajny. Owady dorosłe nie pobierają pokarmu.
Wydaje jedno pokolenie rocznie. Loty motyli przypadają na okres od sierpnia do połowy października. Samica składane jaja nakrywa włoskami z poduszeczek na końcu odwłoka. Jaja są stadium zimującym. W środku wiosny wylęgają się z nich gąsienice. Rozwijają się one od maja do końca lipca, a następnie przepoczwarzają się w szarych kokonach o pergaminowej budowie i jajowatym kształcie.

## Rozprzestrzenienie
Gatunek palearktyczny. Znany jest z Portugalii, Hiszpanii, Andory, Irlandii, Wielkiej Brytanii, Francji, Belgii, Luksemburgu, Holandii, Niemiec, Szwajcarii, Liechtensteinu, Austrii, Włoch, Danii, Szwecji, Norwegii, Finlandii, Estonii, Łotwy, Litwy, Polski, Czech, Słowacji, Węgier, Białorusi, Ukrainy, Rumunii, Bułgarii, Słowenii, Chorwacji, Bośni i Hercegowiny, Serbii, Czarnogóry, Albanii, Macedonii Północnej, europejskiej części Rosji oraz azjatyckiej części Turcji. W Polsce występuje na całym obszarze kraju, ale spotykany jest stosunkowo rzadko, częściej na południu.